# Stenopogon solsolacearum
Stenopogon solsolacearum là một loài ruồi trong họ Asilidae. Stenopogon solsolacearum được Lehr miêu tả năm 1963. Loài này phân bố ở vùng Cổ Bắc giới.